# HLA-B75

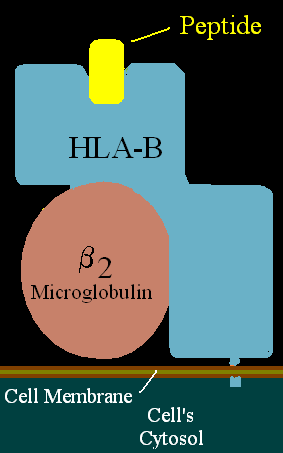

HLA-B75 هو نمط مصلي من مستضد الكريات البيضاء البشرية-ب.